# Manne Lavås
Sven Manne Lavås (* 21. Februar 1944 in Göteborg) ist ein ehemaliger schwedischer Eisschnellläufer.
Lavås, der für den IFK Göteborg startete, wurde in den Jahren 1963 und 1964 jeweils schwedischer Juniorenmeister im Kleinen Vierkampf und nahm von 1963 bis 1968 an internationalen Wettbewerben teil. Dabei belegte er bei den Olympischen Winterspielen 1964 in Innsbruck den 29. Platz über 500 m sowie den 24. Rang über 1500 m und bei den Olympischen Winterspielen 1968 in Grenoble den 24. Platz über 500 m sowie den 16. Rang über 1500 m. Er nahm an keiner Weltmeisterschaft oder Europameisterschaft teil. Seine beste Platzierung bei schwedischen Meisterschaften erreichte er im Jahr 1965 mit dem sechsten Platz im Großen Vierkampf.

## Persönliche Bestzeiten
| Disziplin | Zeit        | Datum           | Ort       |
| --------- | ----------- | --------------- | --------- |
| 500 m     | 40,5 s      | 9. März 1968    | Inzell    |
| 1000 m    | 1:24,5 min  | 7. März 1968    | Inzell    |
| 1500 m    | 2:06,2 min  | 6. Februar 1968 | Davos     |
| 3000 m    | 4:34,1 min  | 3. Februar 1968 | Davos     |
| 5000 m    | 7:53,3 min  | 9. März 1968    | Inzell    |
| 10.000 m  | 17:24,8 min | 1. März 1964    | Östersund |